# 와이오밍주
와이오밍주(영어: State of Wyoming)는 미국 서부의 주이며, 50개 주 중에서 인구가 가장 적은 주이다.
그리고 알파벳 순서로 마지막이 된다.
북쪽으로 몬태나주, 동쪽으로 사우스다코타주와 네브래스카주, 남쪽으로 콜로라도주, 남서쪽으로 유타주, 서쪽으로 아이다호주와 접한다.
여성 참정권을 최초로 인정한 주로 "평등의 주"란 별명을 가지고 있다. 이 주는 대통령 선거에서 공화당 후보가 기본 60%는 득표하는 주이다.

## 역사

### 원주민의 시대
와이오밍 지역에 살던 첫 주민들은 최소한 11,000년전의 아메리카 인디언 사냥꾼들이었다. 후에 들소의 거대한 떼가 평원을 돌아다녔다. 이 고기의 풍요한 근원이 많은 인디언들을 지역으로 끌어들였다. 백인들이 도착하였을 때 그들은 그 지역에 아라파호 족, 배노크 족, 블랙피트 족, 샤이엔 족, 크로우 족, 쇼쇼니 족, 수족과 유트족 인디언들이 살고 있는 것을 찾았다.

### 탐험

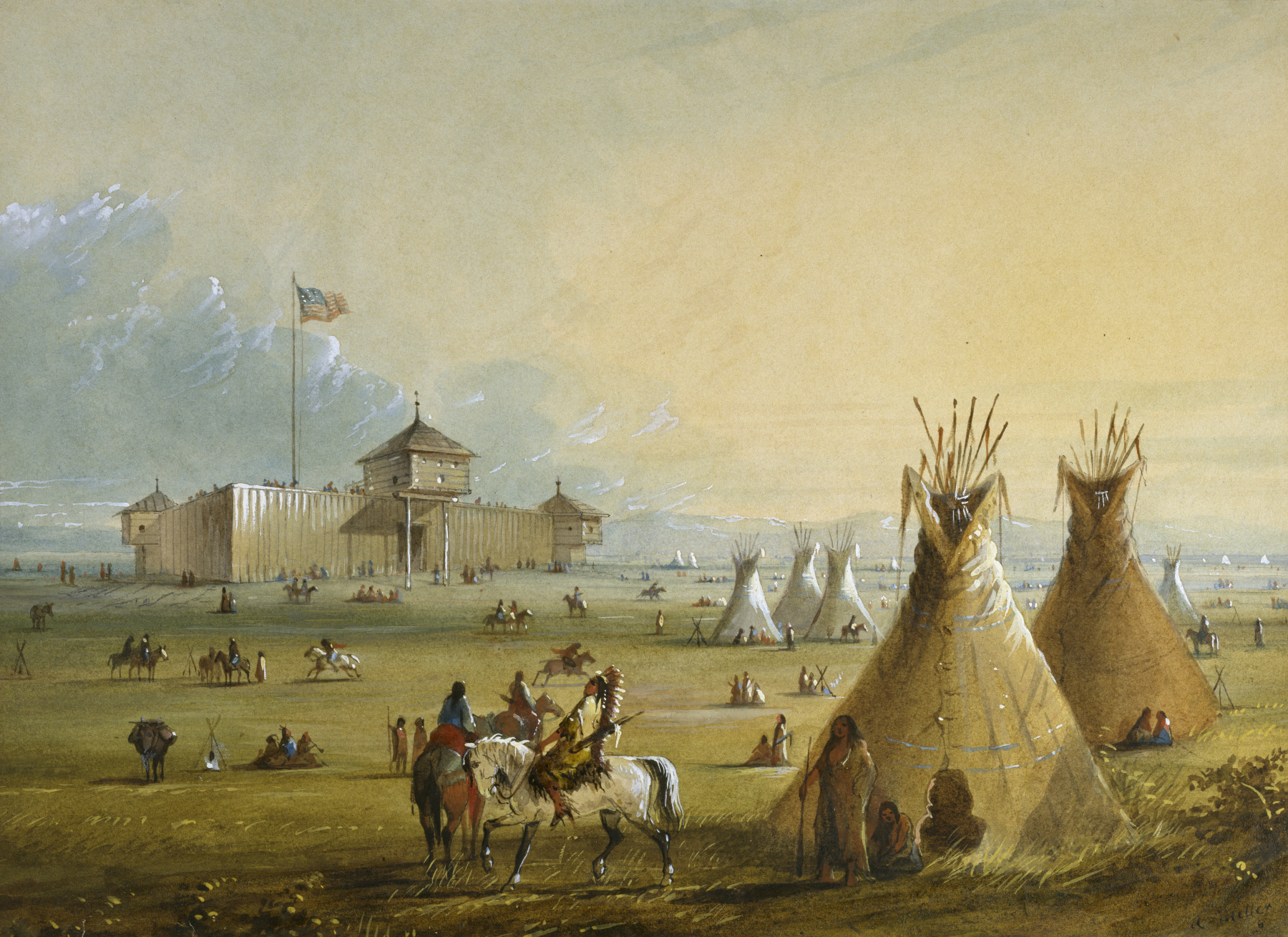
래러미 요새

프랑스 사냥꾼들이 1700년대 중반에 와이오밍 지방으로 들어왔을 것이다. 하지만 그 지역의 탐험은 1800년까지 시작되지 않았다. 1803년 미국은 지방의 대부분을 프랑스로부터 루이지애나 매입으로서 사들였다. 그 후에 미국의 사냥꾼들이 모피를 찾기 위하여 지역에 왔다.
1807년 존 콜터라 불리는 사냥꾼이 옐로스톤 지역을 가로지르며 여행한 첫 백인이 되었다. 5년 후인 1812년 로버트 스튜어트와 오리건에서 온 모피 교역인의 단체가 사우스 고개를 통하여 산맥을 가로지르는 데 비교적으로 쉬운 길을 발견하였다. 스튜어트의 단체는 서부로부터 동부로 고개를 건넜다. 후반의 여행자들의 대부분은 오리건, 캘리포니아 혹은 유타로 가는 데 동부에서 서부로 가로질렀다.
1820년대와 1830년대 동안에 모피 교역은 더욱 높이 결성되었다. 모피 교역인 윌리엄 애쉴리는 한해의 사냥꾼들의 회합을 설립하였다. 이 회합에서 애쉴리의 모피 회사는 탄약, 식품과 모피를 위한 다른 공급물들을 교역하였다. 첫 회합은 1825년 오늘날 와이오밍-유타 경계 근처에 있는 그린 강에서 열렸다. 해마다의 회합은 사냥꾼들에게 교역 뿐만이 아니라, 또한 소식의 교환을 위해서와 유쾌한 사회적 사건으로서도 중요해졌다.
100명 이상의 남자들의 사냥과 교역의 단체가 1832년 와이오밍 지역에 왔다. 단체는 벤저민 L. E. 드 보네빌 대위에 의하여 지도되었다. 1833년 보네빌의 단체는 윈드 강 유역에서 석유의 원천을 발견하였다. 1834년 교역인들인 윌리엄 서블렛과 로버트 캠벨이 현재 와이오밍 동부에 있는 윌리엄 요새를 설립하였다. 후에 래러미 요새로 불린 이 요새는 그 지역의 첫 영구적 교역지였다. 1843년 유명한 서부의 스카우트이자 사냥꾼 짐 브리저는 그의 파트너 루이스 바스케스와 함께 와이오밍 남서부에 브리저 요새를 창립하였다.
교역지들이 설립된 후 회합은 더욱 적게 중요해졌다. 이 다채로운 회합들의 마지막은 1840년에 열렸다.
1842년과 1843년 존 C. 프레몬트 중위는 윈드 강 산맥을 탐험하였다. 그의 단체는 유명한 스카우트 킷 카슨에 의하여 안내되었다. 프레몬트가 자신의 보고서를 만든 후, 미국 의회는 1846년 서부로 이동하는 정착자들을 보호하는 데 오리건 산길을 따라 요새들을 설립하는 투표를 하였다. 1849년 미국 육군은 래러미 요새를 4,000 달러에 획득하였다.
여러 세월에 현재 와이오밍의 부분들은 루이지애나, 미주리, 네브래스카, 오리건, 워싱턴, 아이다호, 유타와 다코타의 준주들이었다. 42선의 남부에 있는 남부 와이오밍의 일부는 1500년대부터 1800년대까지 스페인에 속하였다. 현재 남부 와이오밍의 큰 부문은 한번 멕시코의 일부였다. 이 대지는 멕시코 전쟁 이후 미국의 일부가 되었다. 현재 카본 카운티의 작은 부분은 1845년부터 1850년까지 텍사스의 일부였다.

### 거대한 산길들
1840년대 중반으로 봐서 개척자들이 3개의 유명한 산길에 와이오밍 지역을 거쳐 서부로 흘러들었다. 이 산길들은 캘리포니아 산길, 유타로 향하는 몰몬 산길과 태평양 북서부로 향하는 오리건 산길이었다. 이 모든 산길들은 산맥을 거쳐 사우스 고개를 이르렀다. 사우스 고개를 넘어서 오리건 산길은 북서부로 방향을 바꾸었고, 몰몬 산길과 캘리포니아 산길들은 남서부로 갔다. 와이오밍 남부를 가로지르면서 이동한 정착자들은 브리저 요새에서 다른 산길들에 합친 체로키 산길을 이용하였다. 수천명의 정착자들이 와이오밍을 거쳐 여행하였으나, 그들 중 몇명은 거기에 머물렀다.
와이오밍 서부에 살던 쇼쇼니 족들은 가끔 초기의 여행자들을 보조하였다. 하지만 다른 종족들은 자신들의 대지를 가로지르는 백인들의 통행을 침입으로 보았다.

### 인디언과 정착자의 분쟁들
1849년 수 족과 다른 종족들은 인디언의 대지를 건너는 정착자들의 증가하는 수에 불안해졌다. 미국 정부는 평원의 인디언들과 포트 래러미 조약을 맺었다. 그 조약은 산길 여행자들을 위한 안전한 통행을 보증하였고 인디언의 대지들이 빼앗기지 않을 것을 약속하였다. 하지만, 정부의 정책은 1854년 "그래턴 싸움"으로 알려진 사건이 일어난 동안에 인디언들이 21명의 군인들을 살해한 후 변하였다. 앙갚음에서 윌리엄 하니 장군은 네브래스카주에서 애시홀로에 있는 인디언 마을을 공격하였다. 육군과 인디언들 사이에 전투들은 10년간을 통하여 지속되었다.
1860년대에 몬태나에서 금이 발견되었다. 체굴자들은 보즈맨 산길로 북부 와이오밍에 있는 인디언의 대지들을 건넜다. 인디언들은 어떤 체굴자들을 살해하면서 앙갚음을 하였다. 육군은 그러고나서 체굴자들과 다른 여행자들을 보호하려고 여러 요새들을 지었다. 그들은 1866년 필 키어니 요새를 지었으며, 요새의 건설을 통하여 인디언들은 육군의 영유권에 저항하였다. 12월 21일 윌리엄 페터맨 대위는 요새에 가까이 머물고 언덕 근처에 사는 인디언들을 공격하지 않도록 하는 자신의 사령관의 명령들을 위반하였다. 페터맨은 공격하기로 선택하였고 결과로서 그와 그의 부하 80명이 살해되었다.
이듬해 미국 정부와 수 족은 조약을 맺었다. 육군은 산길에 따라 놓인 요새들을 포기하였다. 교환에서 인디언들은 남부 와이오밍을 가로지르며 지어진 대륙 횡단의 철도의 거설과 함께 방해하지 않기로 동의하였다.
와이오밍 북동부에서 육군과 인디언들 사이의 불안한 평화가 1875년 사우스다코타주와 이웃하는 블랙힐스에서 금이 발견되었을 때까지 계속되었다. 몇몇의 전투들이 일어난 후, 정부가 수 족과 다른 평원의 종족들을 보호 구역들로 추방하였을 때 지방에 평화가 결국 돌아왔다.
와이오밍 서부에서 쇼쇼니 족은 백인들과 친구다운 관계들을 가졌다. 그들의 지도자 와샤키에 추장은 만약 평화가 유지된다면 자신의 종족이 이익이 될 수 있었을 것이라고 믿었다. 쇼쇼니 족은 후에 윈드 강 보호 구역이라 불린 곳에 정착하였다. 1877년 미국 정부는 북부 아라파호 족의 보호 구역이 콜로라도주에서 준비되는 동안에 그들을 일시적으로 쇼쇼니 족의 보호 구역에 살도록 보냈다. 그러나 북부 아라파호 족들은 절대 자신들의 보호 구역을 받지 않았고 지속적으로 쇼쇼니 족과 윈드 강 보호 구역을 나누었다.
백인들이 와이오밍에 오기 전에 인디언들은 자연의 샘들 근처의 늪에서 떠다니는 자연적으로 생기는 기름을 의학과 바르는 약을 위하여 이용하였다. 백인 개척자들은 수레의 차축에 기름을 바르고 짐승의 가죽에 무두질하는 데 그 기름을 이용하였다.

### 준주 승격

1883년의 와이오밍

1867년 금의 발견은 많은 시굴자들을 윈드 강 산맥으로 끌어들였다. 사우스패스 시티를 포함한 몇몇의 붐이 일어난 타운들이 튀어올랐으나 시굴자들은 생산이 실망을 증명하였을 때에 떠나고 말았다.
유니언 퍼시픽 철도가 그해에 와이오밍으로 들어왔고, 수천명의 근로자들이 그 지역으로 들어왔다. 샤이엔, 래러미, 롤린스, 록스프링스, 그린리버와 에번스턴을 포함한 새로운 타운들의 수가 철도선을 따라 튀어올랐다. 인구 증가의 이유로 미국 의회는 다코타 준주의 일부로 지내온 와이오밍 준주를 창조하였다. 율리시스 S. 그랜트 대통령은 오하이오주 출신의 존 A. 캠벨을 준주의 첫 총독으로 임명하였다.
1869년 12월 10일 캠벨은 여성들에게 투표하는 권리, 직무 보유과 배심원을 지내는 데 승인한 첫 준주 입법부에 의하여 통과된 법안에 서명하였다. 와이오밍은 여성에게 동등권을 준 미국에서 첫 정부였다. 1870년 에스터 H. 모리스는 사우스패스 시티에서 치안의 재판관으로 임명되었을 때에 국가에서 첫 여성 판사가 되었다.
와이오밍의 관광업은 준주 시대 동안에 시작되었다. 1872년 의회는 국가의 첫 국립공원 옐로스톤 국립공원을 창조하였다. 공원은 즉시 관광객들을 끌어들였다.
탄전들이 유니언 퍼시픽 철도의 길을 따라 남부 와이오밍을 가로질러 개장되었다. 많은 탄광의 광부들은 유럽과 아시아에서 온 이민들이었다. 1885년 9월에 유럽인과 중국인들 사이의 논쟁이 록스프링스 대학살의 결과를 가져왔다. 20명 이상의 중국인들이 사망하고 육군이 폭력을 멈추기 위하여 보내졌다.
와이오밍의 첫 유정이 1883년 랜더 근처에서 건설되었다. 10년간에 후반에 석유가 와이오밍의 중부와 남부에서 찾아졌다. 1888년 새롭게 설립된 철도 타운 캐스퍼 근처에서 석유의 발견은 붐을 일으켰다. 1800년대 말기로 봐서 캐스퍼는 "로키산맥의 석유 수도"로 알려졌다.
방목도 또한 준주의 경제에 중요하였다. 큰 소떼가 방목자들이 무료로 이용할 수 있던 연방 정부에 의하여 소유된 대지에서 풀을 뜯었다. 1880년대 초반으로 봐서 거대한 오픈 레인지 목축 회사들이 와이오밍에서 운영되었다. 이득은 초기 세월에 높았으나 1885년 산맥이 소들과 더욱 붐비면서 소의 값이 떨어지기 시작하였다. 추가로 1866년 여름에 일어난 가뭄이 방목을 위한 풀의 부족의 원인을 가져왔다. 그해와 1887년 여러 폭풍설은 수천 마리의 소들의 사망의 원인을 가져왔다. 많은 큰 목축 회사들이 파산하였다. 작은 방목자들에 의한 택지와 연방적 대지들에 철조 울타리의 이용이 결국 오픈 레인지 목축업에 종말을 가져왔다.
비지니스에 머문 두명의 목축 호상은 프랜시스 E. 워런과 조지프 M. 캐리였다. 워런은 와이오밍의 마지막 준주 총독으로 임명되었고, 캐리는 의회에 마지막 준주 사절단이었다. 1890년 7월 10일 와이오밍이 44번째 주가 된 후, 워런은 주의 초대 지사가 되었다. 캐리는 주의 초대 상원 의원이 되었다. 워런은 후에 주의 다른 상원 의석을 받아들이려고 지사직을 사임하였다.
워런과 캐리는 둘다 두드러진 방목장 소유자들로 이루어진 개인적 기구인 와이오밍 가축 사육 협회의 회원들이었다. 이 샤이엔에 기지를 둔 단체는 주에서 가축 비지니스를 통제하였다.

### 존슨 카운티 전쟁
1891년 더 작은 방목자들의 단체가 와이오밍 가축 사육 협회의 통제 외부로 가축 사육을 위한 규칙들을 설립할 자신들 소유의 협회를 결성하는 시도를 하였다. 책임에서 와이오밍 가축 사육 협회 회원들의 단체는 존슨 카운티의 침입으로 불리는 계획을 세웠다. 침입의 목적은 더 작은 방목자들의 협회를 멈추고 또한 그 카운티에서 와이오밍 가축 사육 협회가 소유한 소들의 훔침을 멈추기 위해서였다. 1892년 4월 60명 이상의 무장 단체가 존슨 카운티를 위하여 조용히 샤이엔을 떠났다.
점령군은 카운티에 들어가 버펄로의 남부에서 2명의 남자들을 죽였다. 그 동안에 존슨 카운티의 주민들은 점령군들의 계획들에 대하여 배웠다. 무장한 카운티의 주민들은 단체를 도중에 잡았으나 미국 육군이 끼어들어 전투가 시작되기 전에 점령군들을 체포하였다. 하지만 자신들이 재판을 받기 전에 이 남자들이 석방되었다. 이른바 존슨 카운티 전쟁은 목축인들의 정치적 권력을 감소하였다. 하지만 와이오밍 가축 사육 협회의 회원들은 지속적으로 1900년대로 들어가서 주의 정치에서 의미있는 권력을 연습하였다.
양의 사육자들과 목축인들은 가끔 1900년대 초반에 목초지들을 둘러싸고 싸웠다. 후에 양과 양털의 시장들이 번창하여 목축인들은 자신들의 소들과 함께 양을 길렀다. 와이오밍주는 많은 세월 동안에 양털 생산에서 국가를 이끌었다.

### 1900년대 초반

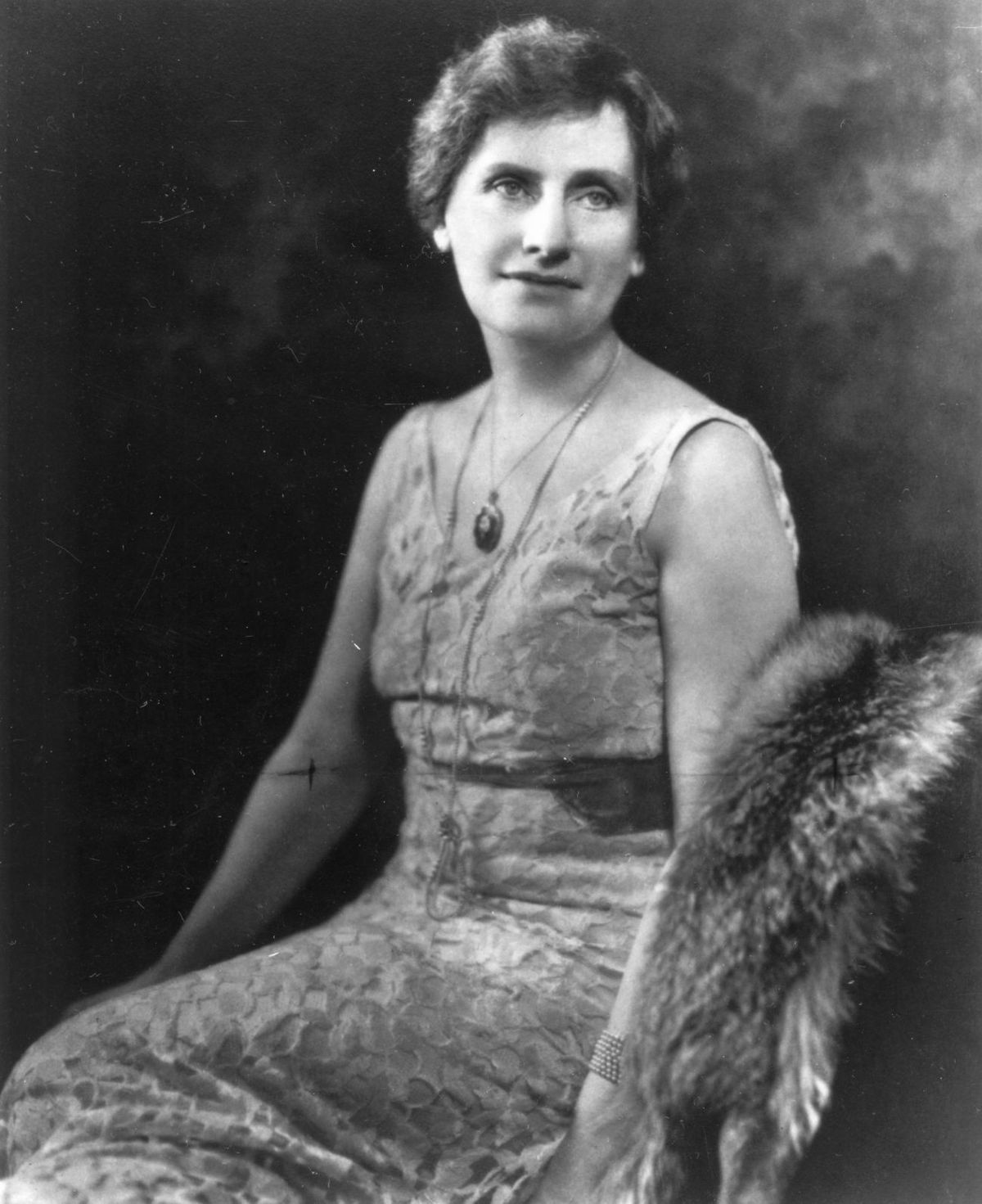
미국의 첫 여성 주지사 넬리 테일로 로스

가솔린의 동력을 가진 자동차들이 1900년대 초반에 더욱 공통적이 되었다. 와이오밍주의 석유 산업은 지속적으로 번창하였다. 주요 유전들은 캐스퍼의 북부, 주의 동부에 있는 러스크 근처와 빅혼 분지에서 발견되었다.
미국 정부는 석유가 전쟁의 시기에 필요함을 대비하면서 와이오밍의 한 유전을 해군을 위한 예비 지역으로서 그 곁에 세웠다. 그 유전은 찻주전자 모양의 바위 형성을 따서 티포트 돔이라고 이름이 지어졌다. 1920년대 초반에 앨버트 B. 폴 내무 장관은 예비 지역에 석유업자들이 석유를 위하여 뚫도록 한 뇌물들을 받아들였다. 티포트 돔 스캔덜로 알려진 이 전체의 사건이 워런 G. 하딩 대통령 행정부를 더럽혀지게 만들었다.
1924년 와이오밍의 투표인들은 국가의 첫 여성 주지사 넬리 테일로 로스를 선출하였다. 그녀는 1926년 재선에 실패하였다.
와이오밍주의 농업 경제는 1920년대에 저가격과 가뭄으로부터 고통을 겪었다. 결과로서 은행들과 작은 비지니스들이 기록의 수들에서 떨어졌다. 1929년으로 봐서 세계적으로 넓은 대공황의 시작에서 와이오밍주는 이미 어려운 시간들의 세월들을 경험하였다.
1930년대 몇몇의 뉴딜 정책 프로그램들이 와이오밍주에 도움을 주었다. 다수의 민간 산림 보호대의 야영들이 주에 위치하였다. 공공사업국은 많은 우체국, 학교와 다른 공공 건물들을 지었다. 미국 간척국은 관개 계획들을 위한 물과 실업자들을 위한 직업을 마련한 댐들을 지었다.

### 1900년대 중반
제2차 세계 대전이 일어나는 동안에 와이오밍주의 경제는 붐을 일으켰다. 전쟁은 석탄, 석유, 재목과 육류를 위한 요구들을 가져왔다. 전쟁이 끝난 후 많은 돌아온 군인들이 집을 매입하거나 와이오밍 대학교에 입학하는 데 베테랑의 기부금을 썼다.
석유 생산이 증가하고 정제소들이 1950년대 동안에 많은 와이오밍주의 타운들에서 운영되었다. 그러나 철도들이 석탄 연소에서 디젤 동력 기관으로 전환되면서 주의 대부분의 탄광들이 폐문하였다. 2개의 추가적인 미네랄 자원 트로나와 우라늄이 전쟁 시기의 경제를 원조하였다. 트로나에 주요 성분인 나트륨 탄산염이 많은 산업적 사용들을 가진다. 1950년대 초반에 우라늄은 와이오밍주에서 몇몇의 풍부한 위치들에서 찾아졌다. 전체의 타운들은 우라늄 광산과 제조소에서 근로자들을 숙박시키려고 지어졌다.
1960년대에 주의 경제는 정체되었다. 1969년 입법부는 미네랄 자원들에 주외 소비세를 통과시켰다. 주외 소비세는 생산되는 미네랄의 가치의 퍼센티지에 기초를 두었다. 세금은 와이오밍주를 위한 세입의 실체의 근원을 마련하였다.

### 1900년대 후반
1973년과 1974년 석유 파동이 세계적으로 에너지 가격들을 증가시켰다. 와이오밍주의 동력 산업들은 1970년대와 1980년대 초반에 강하였다. 거대한 탄전들이 주로 캠벨 카운티에 개장하였다. 새로운 유전들이 주의 남서부에 있는 오버허스트 벨트를 따라서 나왔다. 주요 탄력발전소들이 록스프링스, 휘틀랜드, 케머러와 글렌록 근체에 건설되었다.
"붐의 세월" 동안에 많은 사람들이 와이오밍주로 이주하였다. 1970년과 1980년 사이에 주의 인구는 42 퍼센트나 증가하였다. 많은 새 주민들은 광업에서 큰 양의 돈을 만들고나서 자신들이 전에 살던 곳으로 돌아아는 데 계획을 세운 독신의 남성들이었다.
와이오밍주의 갑작스러운 인구 증가는 주가 주택의 부족과 광산들과 발전소들 근처에 있는 공동체에서 다른 문제들을 맞서는 데 강요하였다. 입법부는 환경을 보호하고 광부 공동체들을 돕는 법률들을 통과시켰다. 어떤 주외 소비세의 세입들은 새로운 학교, 거리, 수자원과 하수 설비 시스템들, 그리고 추가적인 법률 집행을 위하여 내는 도움을 주는 데 도시들과 군들에 돌아갔다.
와이오밍주의 경제는 석탄과 석유의 가격이 쇠퇴하면서 고통을 겪었다. 많은 주민들이 광산 타운들에서 이주해갔다. 1980년대 동안에 알래스카주가 와이오밍주의 인구를 통과하면서 와이오밍주를 50개 주들 중의 가정 적은 인구로 내버려 두었다.
주 정부의 증가의 거의를 모금함 주외 소비세 세입들은 1990년대에 쇠퇴하였다. 가격의 쇠퇴들에 불구하고 탄전들은 와이오밍주의 파우더 강 유역에 지속적으로 운영되었다.

### 최근의 발전
1990년대오 2000년대 초반에 관광업은 주의 경제의 중요한 부분으로 남아있었다. 잭슨 주위에 있는 잭슨홀 지역은 스키의 목적지로서 세계에서 유명해졌다. 1990년대 후반에 주택의 가격들이 극적으로 주 전체에 올랐으나 부분적으로 잭슨, 코디, 버펄로와 셰리던 같은 리조트 타운에서였다.
2000년 전 와이오밍주 하원 리처드 B. 체니가 부통령으로 선출되었다. 그는 와이오밍주의 주민 처음으로 높은 국가적 사무직에 선출되었다. 그와 조지 W. 부시 대통령은 2004년에도 재선되었다.
2002년 천연가스의 형성인 탄층 메탄이 와이오밍주에서 넓게 생산되기 시작하였다. 서블렛과 캠벨 카운티들은 천연가스로부터 거대한 경제 이익들을 받았으나, 다른 카운티들도 또한 어떤 번영을 경험하였다. 2000년대 초반에 에너지 가격들이 솟아오르자 와이오밍주의 경제는 다시 붐을 일으켰다.
1900년대 중반 이래에 와이오밍의 주민들은 증가적으로 주의 환경을 보호하는 데 필요함에 의식이 있게 되었다. 1960년대에 입법부는 깨끗한 공기와 깨끗한 물의 법령들을 통과하고 주의 환경 품질부를 설립하였다. 와이오밍 주민들은 국립공원들에 설상차를 허락하는 지 혹은 늑대들을 재도입하는 지에 토론을 하였다. 2005년 입법부는 야생 생물의 서식지를 보호하고 복구하는 데 신탁 자금을 창조하는 법률을 통과시켰다.
2000년대 초반 동안에 와이오밍주의 경제는 크게 동력의 생산의 결과로서 자라났다. 그러나 많은 주의 지도자들은 와이오밍주가 직업과 미래의 번창을 위하여 미네랄 산업에 너무 무겁게 의지하고 있다고 믿었다. 주의 지도자들은 주의 경제를 다양화하고 젊은이들이 주를 떠나는 것으로부터 지키기 위하여 지속적으로 방향들을 찾았다. 2006년 입법부는 적격의 와이오밍주 고등 학교 졸업생들을 위한 높은 교육에 모금하는 데 해더웨이 장학금 프로그램을 설립하였다.

## 경제

### 서비스업

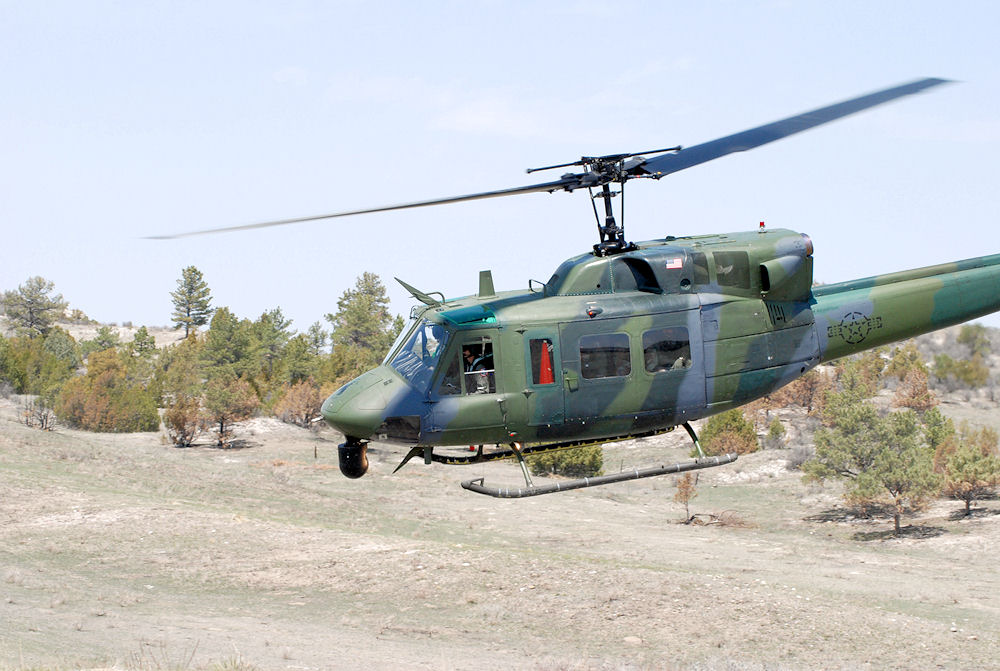
워런 공군 기지의 감시 헬리콥터

서비스업은 와이오밍주의 국내 총생산의 가장 큰 부문을 차지한다. 서비스업의 대부분은 주의 큰 도시들인 캐스퍼와 샤이엔에 집중되어 있다.
정부 활동은 와이오밍주의 가장 중요한 서비스업 단체들 중의 하나이다. 주도인 샤이엔은 정부 활동의 중심지이다. 워런 공군 기지는 샤이엔 외부에 놓여있다. 기지는 장거리에 달한 핵미사일의 큰 연락망을 위한 통제 중심지이다. 연방 정부는 또한 수백개의 계절적 직업들을 마련하는 옐로스톤 국립공원과 그랜드티턴 국립공원 둘다 운영하기도 한다.
다른 서비스업들은 또한 와이오밍주의 경제에 공헌하기도 한다. 와이오밍주에서 관광업의 번창은 주의 호텔, 식당, 관광 목장과 스키 리조트들에 이익을 주었다. 많은 호텔, 식당과 소매상들은 캐스퍼와 샤이엔 지역들, 그랜드티턴과 옐로스톤 국립공원들에서 운영된다. 캐스퍼와 샤이엔은 지도적인 금융의 중심지들이다. 파이프라인들은 와이오밍주의 큰 석유와 가스 산출량을 가공과 분배 대지들로 실어간다. 철도 회사들은 다른 광물과 농산물을 운송한다.

### 광업

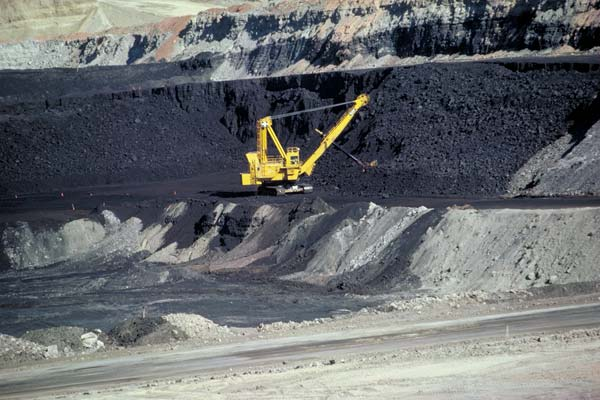
와이오밍주의 탄전

광업은 다른 여러 주에서보다 와이오밍주에서 국내 총생산의 더 큰 부문을 마련한다. 석탄, 천연가스와 석유는 주의 지도적인 광물이다. 벤토나이트와 소다회는 지도적인 불연료 광물이다.
와이오밍주는 석탄 생산에서 지도적인 주이며, 석유와 천연가스에서 지도적인 주들 사이에 랭킹으로 들어와있다. 이 여러 산물들의 가격에서 변화들은 와이오밍주 종합적의 경제에 큰 영향력을 가지고 있다.
와잉오밍 주의 석탄들은 거의 표면 광산들에서 획득된다. 캠벨 카운티는 주의 석탄의 대부분을 마련한다. 스위트워터와 콘버스 카운티들은 나머지 석탄의 대부분을 생산한다.
천연가스는 주의 많은 부분들에서 발견된다. 와이오밍주의 남서부는 재래식 천연가스 생산을 위한 지도적인 지역이다. 주의 북동부에 있는 파워 강 유역은 주의 탄층 메탄의 주요 근원이다. 탄층 메탄은 석탄 매장량으로부터 추출되는 천연가스의 종류이다. 석유의 매장량은 또한 와이오밍주의 몇몇의 부분들에 놓여있다. 지도적인 석유 생산의 카운티들은 캠벨, 파크, 서블렛과 스위트워터이다.
주의 불연료 광물들 중에 소다회를 함유한 트로나는 가장 가치적이다. 모든 트로나는 스위트워터 카운티에서 왔다. 주는 지도적인 벤토나이트 점토의 생산지이다. 다른 광물들은 깨진 돌, 헬륨, 모래와 자갈을 포함한다.

### 제조업
와이오밍주의 제조업은 다른 주들의 대부분보다 더욱 적은 국내 총생산의 퍼센티지를 차지하고 있다. 화학품과 석유 제품의 생산은 와이오밍주의 가장 중요한 활동들 중의 2개이다. 와이오밍주는 주의 주요 화학품인 소다회의 생산에서 국가를 이끌고 있으며, 트로나의 지방적 매장량으로부터 제조된다. 정제소들은 캐스퍼, 에번스턴과 뉴캐슬 근처에서 운영된다.
와이오밍주에서 만들어지는 다른 제품들은 합성 금속 제품, 식품, 기계와 비금속 미네랄 생산품과 목재 제품을 포함한다. 기계 상점 제품들은 지도적인 합성 금속 제품들이다. 주의 가장 중요한 식품들로는 정제 설탕과 청량음료를 포함한다. 기계는 거의 유전과 가스전에서 채굴을 위하여 만들어진다. 시멘트와 혼합 콘크리트는 주의 주요 비금속 미네랄 생산품들이다. 제재소는 주의 전역을 통하여 운영된다.

### 농업
농장과 대목장들은 와이오밍주의 대략 절반을 덮고 있다. 가축과 축산물들은 와이오밍주의 총 농업 소득의 대략 85 퍼센트를 차지한다. 소의 대목장들은 와이오밍주에서 가장 중요한 농업 활동이다. 육우의 대부분은 주의 동부에서 사육되고 있다. 다른 축산물로는 돼지, 우유, 양과 양털을 포함한다. 와이오밍주는 양과 양털의 생산에서 지도적인 주들 중에 있다.
수확물은 와이오밍주 농장 소득의 대략 15 퍼센트를 마련한다. 주의 가장 가치적인 작물들은 물을 끌어들이는 대지에서 자란다. 건초와 사탕무가 주의 지도적인 수확물이다. 건초는 주의 전역을 통하여 자라고, 사탕무는 주로 주의 북서부에서 자란다. 와이오밍주의 다른 수확물로는 보리, 콩, 옥수수와 밀을 포함한다. 농부들은 대평원에서 한계의 강우량의 대부분을 만드는 방법인 건조 농업을 이용한다.

## 주민
| 인구조사                      | 인구    | Note | %±     |
| ----------------------------- | ------- | ---- | ------ |
| 1870년                        | 9,118   |      | —      |
| 1880년                        | 20,789  |      | 128.0% |
| 1890년                        | 62,555  |      | 200.9% |
| 1900년                        | 92,531  |      | 47.9%  |
| 1910년                        | 145,965 |      | 57.7%  |
| 1920년                        | 194,402 |      | 33.2%  |
| 1930년                        | 225,565 |      | 16.0%  |
| 1940년                        | 250,742 |      | 11.2%  |
| 1950년                        | 290,529 |      | 15.9%  |
| 1960년                        | 330,066 |      | 13.6%  |
| 1970년                        | 332,416 |      | 0.7%   |
| 1980년                        | 469,557 |      | 41.3%  |
| 1990년                        | 453,588 |      | −3.4%  |
| 2000년                        | 493,782 |      | 8.9%   |
| 2010년                        | 563,626 |      | 14.1%  |
| 2019 (추산)                   | 578,759 |      | 2.7%   |
| 출처: 1910–2010 2019 estimate |         |      |        |

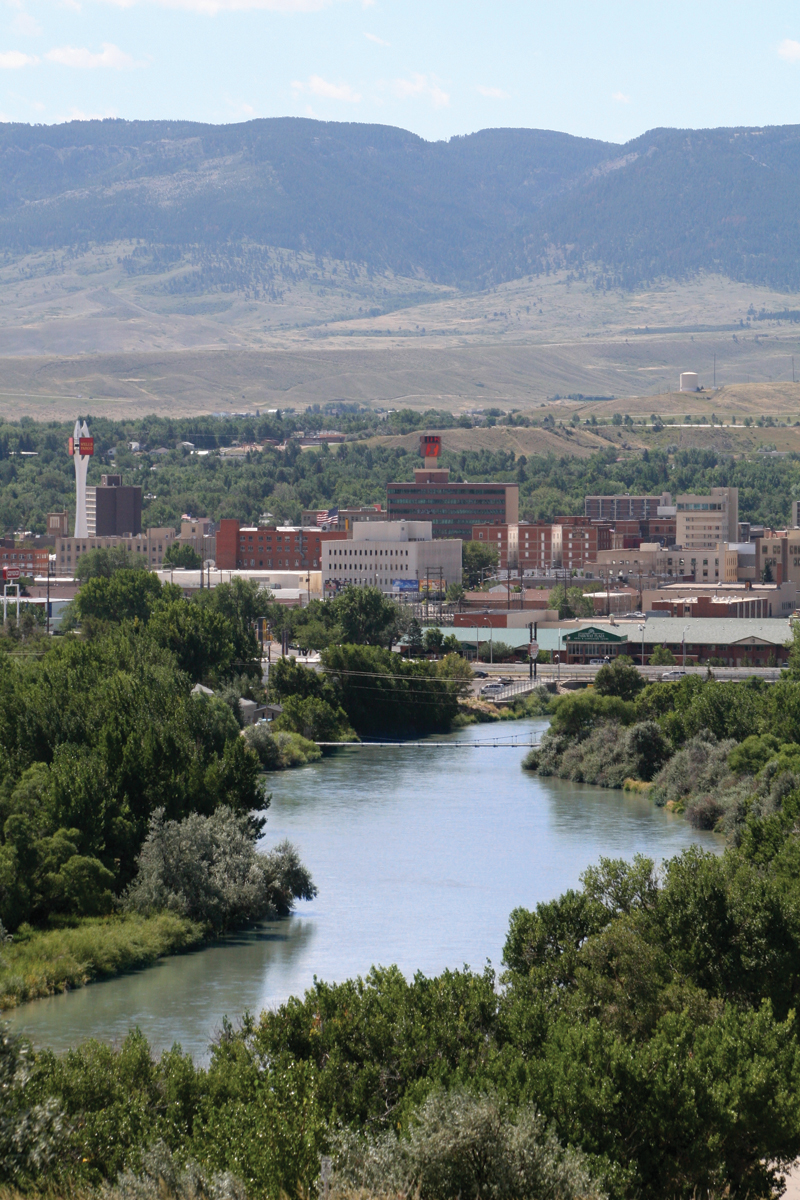
캐스퍼의 스카이라인

2000년 미국 인구 조사국은 와이오밍주의 인구가 493,782명이라고 보고하였다. 인구는 1990년으로 본 453,588명에서 대략 9 퍼센트로 증가하였다. 2000년 조사국에 의하면 와이오밍주는 50개의 주들 중에 인구에서 50위로 랭킹에 들어와있다.
와이오밍 주민의 30 퍼센트 만이 메트로폴리탄 지역들에 산다. 이 퍼센티지는 50개 주들 중에 가장 작다. 와이오밍주에는 2개의 메트로폴리탄 지역들이 있는 데 샤이엔과 캐스퍼의 메트로폴리탄 지역들이다.
와이오밍주 도시들의 대부분은 다른 주들에 있는 도시들과 비교하면 작은 편이다. 주도이자 가장 큰 도시 샤이엔과 두번째로 큰 도시 캐스퍼는 둘 다 인구가 대략 50,000명이다. 크기의 순서로 그 다음의 3개의 도시들은 래러미, 질레트와 록스프링스이다. 주민들의 대략 3분의 1이 주의 남부에서 주요 고속도로와 철도에 따라 놓인 도시들과 타운들에 살고 있다.
와이오밍주에서 100명 중에 대략 89명이 히스패닉이 아닌 백인들이다. 주 인구의 대략 6 퍼센트는 히스패닉이다. 아메리카 인디언들은 주 인구의 대략 2 퍼센트를 차지한다.

## 같이 보기
- 와이오밍주의 군 목록